# М 11/39
Фијат М 11/39 (итал. Carro Armato Medio M11/39) је италијански средњи тенк из Другог светског рата који је произвела фирма Фијат-Ансалдо.

## Карактеристике
Фијат М 11/39 је један од кандидата за најгори средњи тенк коришћен у Другом светском рату.
Његово главно наоружање био је топ Л/40 калибра 37 mm из 20-их година, постављен у прорез на десној страни трупа, са покретљивошћу од 30 степени. Мала купола носила је пар митраљеза Бреда 38 од 8 mm. Возило је имало трочлану посаду, што значи да је један човек морао да нишани и пуни главни топ. Недостатак радија био је велика мана у раним тенковским биткама у Северној Африци, где је већина брзо изгубљена. Овај тенк увео је вешање које је коришћено код каснијих италијанских средњих тенкова: 4 пара малих точкова на 2 главна гибња са обе стране, што је отежавало покретљивост ван друма, чак и да је имао јачи мотор.